# Амелин, Пётр Григорьевич
Петр Григорьевич Амелин (1914, поселок шахты 29-32, теперь Донецкой области — ?)  — украинский советский деятель, шахтер, машинист угольного комбайна «Донбасс» шахты № 29 имени Сталина треста «Рутченковуголь» комбината «Сталинуголь» Сталинской области. Депутат Верховного Совета СССР 3-го созыва.

## Биография
Трудовую деятельность начал на шахтах Донбасса.
С августа 1941 года — в Красной Армии, участник Великой Отечественной войны. Служил командиром отделения радиосвязи и телефонистом 12-го отдельного гвардейского истребительно-противотанкового дивизиона 3-й гвардейской стрелковой дивизии. Воевал на Южном, 4-м Украинском, 1-м Прибалтийском и 3-м Белорусском фронтах.
Член ВКП(б) с 1942 года.
На 1950 год — машинист угольного комбайна «Донбасс» шахты № 29 имени Сталина треста «Рутченковуголь» комбината «Сталинуголь» города Сталино Сталинской области. На участке № 2 шахты № 29 имени Сталина треста «Рутченковуголь» вместе с бригадой, применяя новый метод, смог добывать комбайном «Донбасс» более 8 тысяч тонн угля.

## Награды
- орден Красной Звезды (15.02.1945)
- орден Славы III ст. (11.05.1944)
- прочие ордена
- медаль «За отвагу» (6.10.1944)
- медали